# Fritz Kreißel
Fritz Kreißel (* 24. November 1913; † unbekannt) war ein deutscher Fußballspieler und -trainer.
Fritz Kreißel spielte als rechter Läufer beim 1. FC Nürnberg in einer Phase des Übergangs. Nach dem Gewinn der letzten deutschen Meisterschaft 1927 hatten zahlreiche Stammspieler der 1920er Jahre, in denen der Club fünf Mal deutscher Meister wurde, ihre Karriere beendet. Kreißel gehörte zu den Kandidaten für die schon traditionell schwächer besetzte Position des rechten Außenläufers, auf der er Wilhelm Weickmann verdrängte. Mit ihm gelang dem Club erstmals seit sieben Jahren wieder der Einzug in ein Finale um die deutsche Meisterschaft. Beim Endspiel 1934 gegen den FC Schalke 04 gehörte Kreißel zur Mannschaft und erlebte, wie der Club eine 1:0-Führung innerhalb der letzten drei Minuten noch verspielte.
In der Folgesaison wurde Hans Uebelein, in dessen Schatten Kreißel fortan stand, Stammspieler auf der rechten Läuferposition. Daher war Kreißel beim nächsten Titelgewinn, dem Pokalsieg 1935, nicht mit dabei. Zur sechsten deutschen Meisterschaft 1936 trug Kreißel aber zumindest einen Einsatz in der Gruppenphase der Endrunde bei.
Bis 1939 blieb Kreißel dem Club als Ergänzungsspieler erhalten. Wegen einer Meniskusverletzung beendete er schließlich nach 108 Einsätzen, darunter 17 bei Endrundenspielen um die Deutsche Meisterschaft, für den Club seine Spielerlaufbahn.
Kreißel arbeitete nach 1945 als Trainer beim Bayerischen Landessportverband in der Nachwuchsförderung sowie beim 1. FC Nürnberg im Jugendbereich, wo er unter anderem Ferdinand Wenauer und Günter Dämpfling zu Profispielern formte. Er führte die Nürnberger A-Jugend 1971 und 1974 ins Finale um die Deutsche Meisterschaft. Während man 1971 dem 1. FC Köln mit 1:3 unterlag, gelang drei Jahre später erneut gegen Köln durch einen 1:0-Erfolg der Titelgewinn, Kreißel beendete anschließend seine Tätigkeit.